# Parc national de l'île Ndere
Le parc national de l'île Ndere (anglais : Ndere Island National Park) (swahili : Kisiwa wa Ndere) constitue l'entièreté de la petite île de Ndere d'une superficie de 4,2 km2 et culminant à 1 343 m c'est-à-dire 211 m au-dessus du niveau du lac Victoria. Depuis novembre 1986, elle est inhabitée et catégorisée comme parc national.

## Situation géographique
Située dans le comté de Kisumu au Kenya à l'ouest de Kisumu et à 150 m de la rive nord du golfe de Winam, elle est accessible soit par la route de Kisumu à Bondo (C27) puis par une piste jusqu'au village de Kamuga soit par petit bateau motorisé au départ de Kisumu.

## Toponymie
Son nom signifie « lieu de rencontre » en langue luo. Selon une légende des Luo, ce serait à cet endroit qu'Ojuka, la mikayi (« première épouse ») considérée comme la mère de tous les Luo, se serait reposée lors de son voyage originel de la vallée du Nil vers sa destinée finale de Kit Mikayi.
Les Luo donne aussi le nom de chula rabour [cúlɐ rabúôr̪)] à cette île ce qui signifie « île rouge » à cause de son sommet couvert de Themeda dont la fleur est rouge.

## Origine
C'est entre −750 000 et −400 000 ans que les cours d'eau provenant des deux segments du rift emplissent la dépression créée entre ces deux segments et donnent naissance au lac Victoria. Les carottages géologiques réalisés dans les sédiments ont montré que le lac s'est asséché au moins trois fois depuis sa formation. Son dernier remplissage remonte à 14 700 ans.

## Informations pratiques
Bien que les sentiers de randonnées ne soient pas balisés, ils sont régulièrement entretenus par le Kenya Wildlife Service (KWS).
Le parc ne possède ni corps de garde ni clôture. La chasse y est interdite mais la pêche autorisée. deux sites de camping et trois de pique-niques ont été aménagés en 1986 mais ils ne comporte aucun équipement commun ou sanitaire.

## Faune
Parmi la faune vivant sur l'ile, des aigles pêcheurs d'Afrique, des martinets, des hippopotames et des crocodiles du Nil. Des impalas, en provenance du sanctuaire des impalas à Kisumu ont aussi été introduits par l'homme. Un projet d'implantation de zèbres et de girafes est en cours d'étude.
Un tiers de toutes les espèces d'oiseaux vivants dans la région du lac Victoria, soit 130 espèces, y ont été recensées en 2004. Dix-huit espèces de papillons et trois de serpents terrestres ont été répertoriés en 2007.

### Galerie média

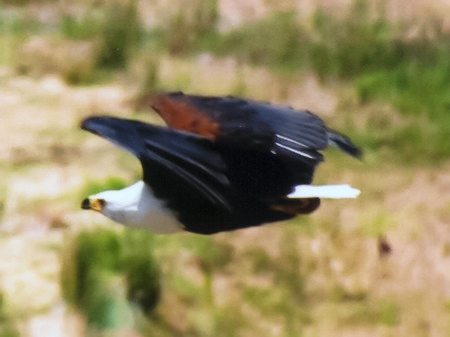
Pygargue vocifer aussi appelé aigle pêcheur d'Afrique (Haliaeetus vocifer).
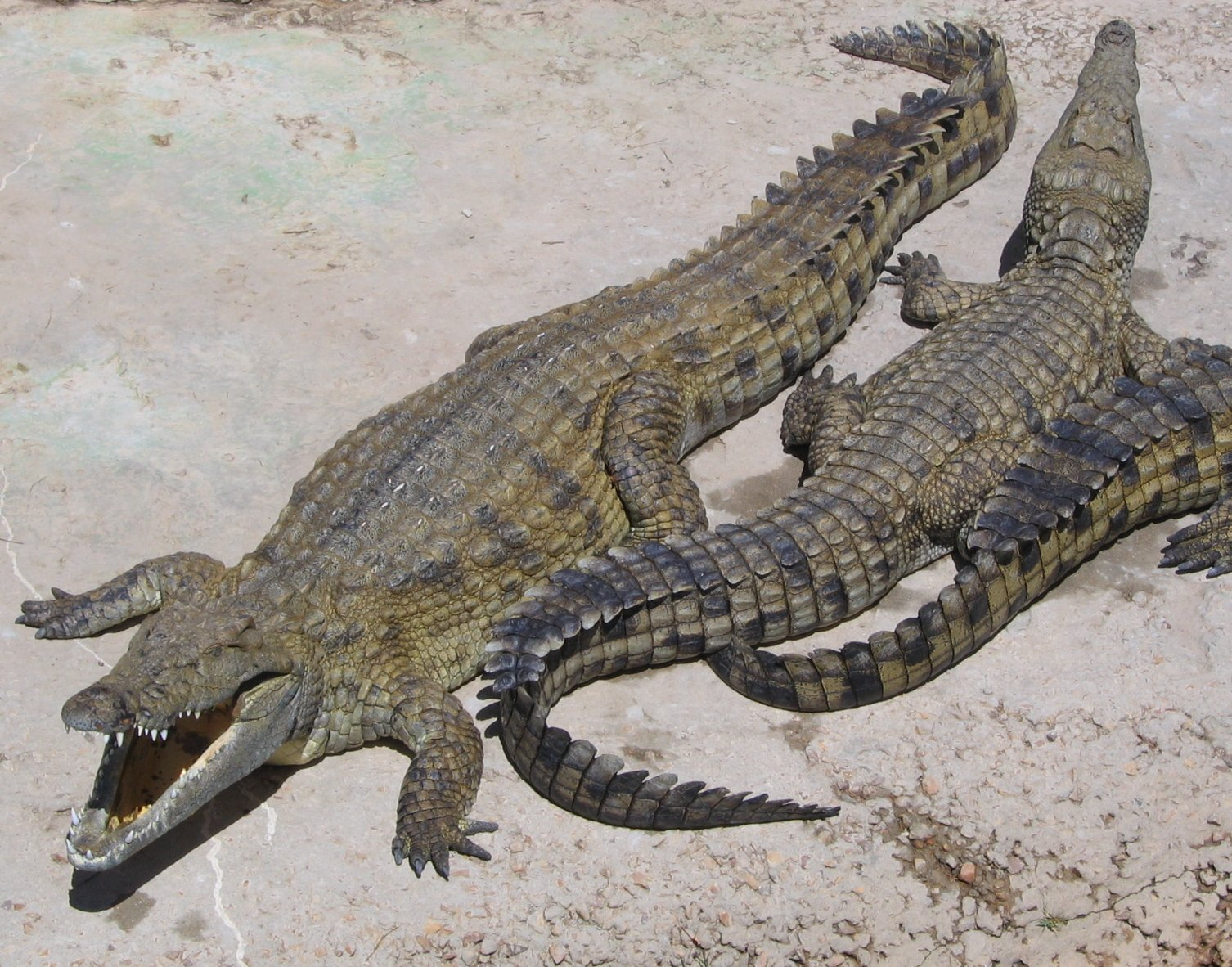
Crocodile du Nil (Crocodylus niloticus).
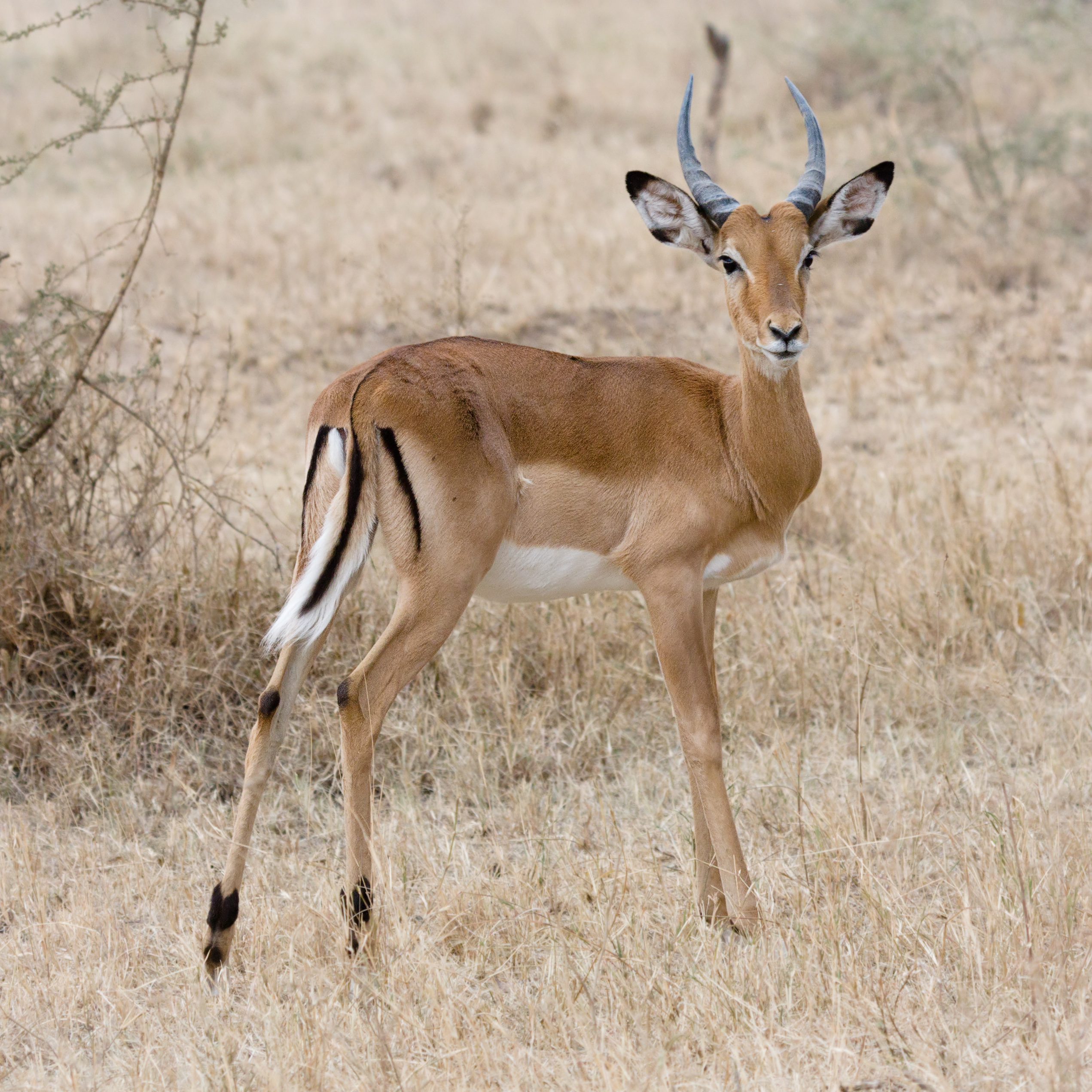
Impala (Aepyceros melampus).
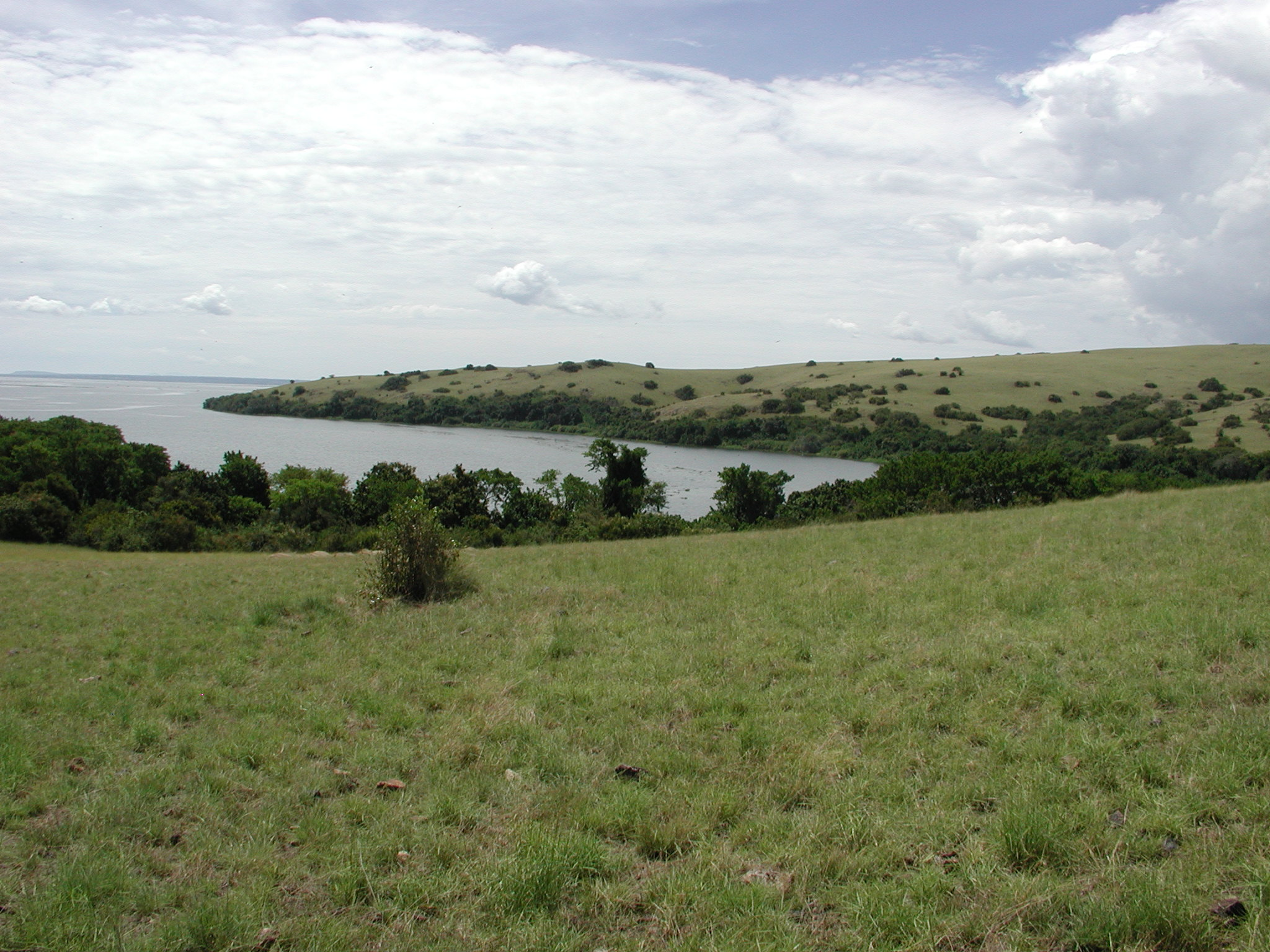
Biotope de Ndere.

## Danger pour l'écosystème
Le bulletin d'information de février 2010 de la KWS annonce qu'elle est en négociation avec le groupe d'entreprises qui détient les Serena Hotels pour la construction de pavillons de vacances.